# Månen tur-retur
«Månen tur-retur» —en español: «El retorno de la luna»— es una canción de Jens Book-Jenssen, interpretada en noruego y publicada en 1960. Participó en la primera edición del Melodi Grand Prix.

## Festival de Eurovisión

### Melodi Grand Prix 1960
Esta canción participó en el Melodi Grand Prix, celebrado en dos ocasiones ese año —la semifinal en el 2 de febrero y la final, presentada por Erik Diesen y Odd Gythe, el 20 de febrero—. La canción fue interpretada en primer lugar el día de la semifinal por Book-Jenssen,  seguida por Inger Jacobsen con «Den dag du kommer». Finalmente, quedó en 11º puesto (último) de 11, con 17 puntos y sin pasar a la final.